# Canton de Marson
Pour les articles homonymes, voir Marson (homonymie).
Le canton de Marson est un ancien canton français situé dans le département de la Marne et la région Champagne-Ardenne.

## Géographie
Ce canton était organisé autour de Marson dans l'arrondissement de Châlons-en-Champagne. 

## Représentation

### Conseillers généraux de 1833 à 2015
| Période                                  | Période      | Identité                               | Étiquette              | Qualité |
| ---------------------------------------- | ------------ | -------------------------------------- | ---------------------- | --- |
| Les données manquantes sont à compléter. |              |                                        |                        | |
| 1833                                     | 1848         | Sébastien Narcisse Arnould (1785-1865) |                        | Notaire et propriétaire à Chalons |
| 1848                                     | 1861         | Auguste Gallois                        |                        | Maire de Saint-Germain-la-Ville (1848→1851), ancien conseiller d'arrondissement                                                             |
| 1861                                     | 1901         | Edouard Ponsard                        | Républicain rallié     | Propriétaire - Maire d'Omey (1852 → 1900) Député (1876-1877)                                                                                |
| 1901                                     | 1932 (décès) | Octave Bellois                         | Rad.                   | Architecte Maire de Courtisols (1896 → 1932)                                                                                                |
| 1932                                     | 1940         | Julien Adnet                           | Rad.                   | Maire de Courtisols (1932 → 1959) Nommé conseiller départemental en 1943                                                                    |
|                                          |              |                                        |                        | |
| 1945                                     | 1958         | Julien Adnet                           | Rad.                   | Propriétaire Maire de Courtisols (1932 → 1959)                                                                                              |
| 1958                                     | 1976         | Marcel Gobillard                       | MRP puis CDP           | Entrepreneur, Poix |
| 1976                                     | 1994         | Robert Chaboudé                        | DVD puis RPR           | Négociant Maire de Courtisols (1965 → 1995)                                                                                                 |
| 1994                                     | 2001         | Claude Boulier                         | UDF                    | Maire du Fresne-sur-Moivre |
| 2001                                     | 2015         | Hubert Arrouart                        | SE puis MD puis AC-UDI | Comptable Maire de Courtisols (1995 → 2020) Président de la CC Sources de la Vesle (2008 → 2013) Vice-Président du Conseil Général[Quand ?] |

### Conseillers d'arrondissement (de 1833 à 1940)
Le canton de Marson avait deux conseillers d'arrondissement .
| Période                                  | Période      | Identité                                | Étiquette   | Qualité |
| ---------------------------------------- | ------------ | --------------------------------------- | ----------- | --- |
| 1833                                     | 1839         | M. Coqué dit Auguste                    |             | Propriétaire, ancien maire de L'Épine                                                                       |
| 1833                                     | 1845         | Auguste Gallois (1783-1861)             |             | Propriétaire cultivateur à Saint-Germain-la-Ville                                                           |
| 1839                                     | 1845         | Jean Baptiste Brisset                   |             | Maire de Sarry                                                                                              |
| 1845                                     | 1848         | Louis Napoléon Brémont fils (1810-1890) |             | Propriétaire à Coupéville                                                                                   |
| 1845                                     |              | Auguste François Vallé                  |             | Propriétaire à Somme-Vesle                                                                                  |
| 1852                                     |              | I. Brémont                              |             | |
|                                          |              |                                         |             | |
|                                          | 1888 (décès) | M. Gillet                               | SE          | |
|                                          |              |                                         |             | |
| 1889                                     |              | M. Gillet                               | Droite      | |
| 1889                                     |              | M. Lemaire                              | Droite      | |
|                                          |              |                                         |             | |
| 1904                                     | 1922         | M. Saguet                               | Républicain | Propriétaire à Pogny                                                                                        |
| 1904                                     | 1922         | Justin-Adrien Gérard-Herment            | Républicain | Propriétaire cultivateur à Coupeville                                                                       |
| 1922                                     | 1940         | Adrien Pérardel                         | Rad.        | Cultivateur, maire de Francheville                                                                          |
| 1922                                     | 1926         | Raymond Collard                         | Rad.        | Industriel à Saint-Germain-la-Ville                                                                         |
| 1931                                     | 1940         | M. Goguet                               | Rad.        | Propriétaire à Pogny                                                                                        |
| 1940                                     |              |                                         |             | Les conseils d'arrondissement ont été suspendus par la loi du 12 octobre 1940 et n'ont jamais été réactivés |
| Les données manquantes sont à compléter. |              |                                         |             | |

## Composition
Le canton de Marson regroupait 18 communes et comptait 9 067 habitants (recensement de 1999 sans doubles comptes).
| Communes               | Population (2012) | Code postal | Code Insee |
| ---------------------- | ----------------- | ----------- | ---------- |
| Chepy                  | 337               | 51240       | 51149      |
| Coupéville             | 147               | 51240       | 51179      |
| Courtisols             | 2 586             | 51460       | 51193      |
| Dampierre-sur-Moivre   | 88                | 51240       | 51208      |
| L'Épine                | 648               | 51460       | 51231      |
| Francheville           | 169               | 51240       | 51259      |
| Le Fresne              | 49                | 51240       | 51260      |
| Marson                 | 293               | 51240       | 51354      |
| Moivre                 | 56                | 51240       | 51371      |
| Moncetz-Longevas       | 525               | 51470       | 51372      |
| Omey                   | 256               | 51240       | 51415      |
| Pogny                  | 635               | 51240       | 51436      |
| Poix                   | 99                | 51460       | 51438      |
| Saint-Germain-la-Ville | 527               | 51240       | 51482      |
| Saint-Jean-sur-Moivre  | 125               | 51240       | 51490      |
| Sarry                  | 2 085             | 51520       | 51525      |
| Somme-Vesle            | 226               | 51460       | 51548      |
| Vésigneul-sur-Marne    | 216               | 51240       | 51616      |

## Démographie
| 1962  | 1968  | 1975  | 1982  | 1990  | 1999  | 2009 |
| ----- | ----- | ----- | ----- | ----- | ----- | ---- |
| 5 091 | 5 384 | 6 421 | 7 804 | 8 976 | 9 067 | -    |